# Videocamera

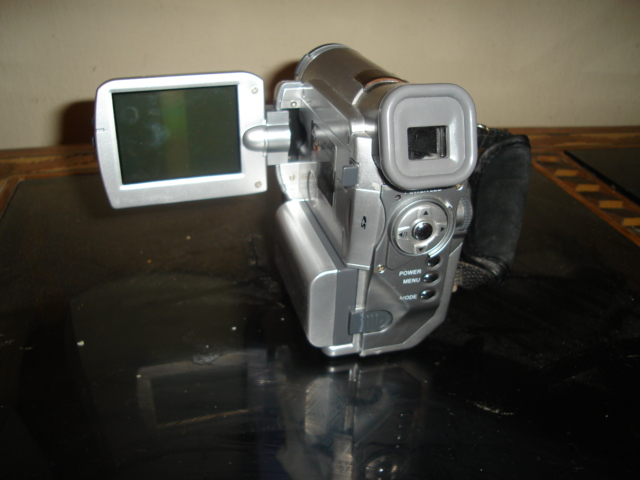
Een kleine videocamera.

Een videocamera is een optisch en elektronisch apparaat dat bewegend beeld (= video) en geluid kan opnemen, al of niet met de mogelijkheid deze beelden in hetzelfde apparaat op te slaan. Het grote verschil met een filmcamera is dat de beelden niet door een lichtgevoelige film, maar elektronisch worden opgevangen. Dit kan met een speciale kathodestraalbuis of door een lichtgevoelige chip (een CMOS-sensor of een CCD-sensor). De elektronica zet het licht dat via een lens (objectief) op zijn oppervlak valt, om naar elektrische signalen die door de videocamera worden geïnterpreteerd en vervolgens worden omgezet naar een videosignaal of gecodeerd worden opgeslagen op een opslagmedium.
Videocamera's zijn zo oud als de televisie, hoewel het tot de jaren 80 exclusief ging om tv-camera's op wielen die exclusief in studio's gebruikt konden worden. Daarna kwamen compacte handheld-modellen op die een ingebouwde videorecorder hadden en draadloos gebruikt konden worden. Deze modellen werden ook toegankelijk voor consumenten en zo ontstond het fenomeen homevideo.
Er zijn twee verschillende definities van opnemen: standard definition (SD) en high definition (HD). Moderne consumentenvideocamera's gebruiken hiervoor een DV-magneetband, een dvd, geheugenkaartjes of zelfs een harddisk als opslagmedium. Oudere, analoge consumentenvideocamera's gebruiken meestal een videoband van het type VHS-C (een kleine versie van de bekende VHS-band), Hi8 of Video8 als opslagmedium.

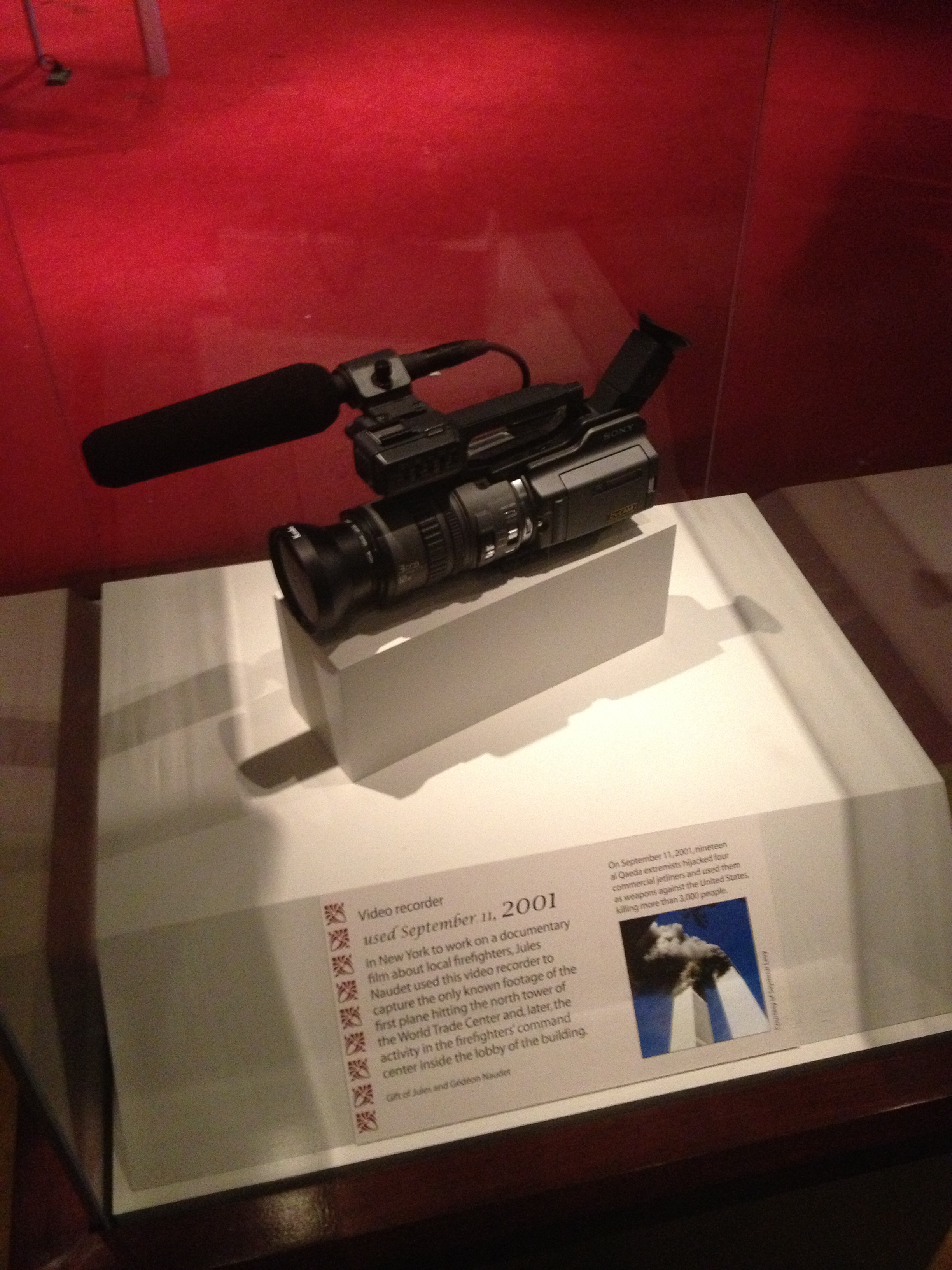
Sony DSR-PD150 DVCAM videocamera gebruikt door Jules Naudet op 11 september 2001, die de inslag van American Airlines-vlucht 11 in de North Tower van het World Trade Center vastlegde.

Professionele digitale videocamera's gebruiken meestal DVCAM/DVCPRO, Digital Betacam en HDCam als band, en XDCam als optische schijf. In het analoge tijdperk heeft Betacam SP bijna altijd overheerst. Een verschil met consumentenvideocamera's is dat professionele videocamera's altijd drie lichtgevoelige chips hebben (3CCD). Daarnaast is de software om het videosignaal te verwerken van aanzienlijk hogere kwaliteit. Bij zulke videocamera's wordt het licht dat binnenvalt via de lens, door een prisma gescheiden in de drie hoofdkleuren rood, groen en blauw (RGB). Elk van de drie lichtgevoelige chips registreert dan een van de drie hoofdkleuren. Dat resulteert in een verbeterde kleurweergave en een vermindering van de hoeveelheid beeldruis. De chip van een professionele camera is ook veel lichtgevoeliger en nauwkeuriger.
De handheld-videocamera wordt tegenwoordig professioneel gebruikt voor televisie en documentaires. Tot bijna in de jaren 80 werd hiervoor meestal 16mm-film gebruikt. Ook speelfilms worden steeds vaker met een high definition- of 4K-videocamera opgenomen.

## Soorten
- Camcorder
- Bewakingscamera
- Actioncamera
- Achteruitrijcamera